# Romeo & Juliet (2021)
Romeo & Juliet ist ein Fernsehfilm von Simon Godwin, der ab dem 4. April 2021 erstmals bei Sky Arts in Großbritannien und ab dem 23. April 2021 bei PBS in den USA gezeigt wurde. Es handelt sich bei dem Film um eine moderne Adaption des gleichnamigen Stücks von William Shakespeare, die im heutigen Italien spielt.

## Handlung
Der Film beginnt mit den Proben zu einer Aufführung von Romeo und Julia. Allmählich treffen die Schauspieler in ihrer Alltagskleidung auf der Bühne ein, Requisiten und Kleiderständer stehen auf der Bühne herum. Der eiserne Vorhang ist noch nicht hochgezogen. Man beginnt zwanglos mit Sprechproben, aus denen sich unversehens vollständig durchgespielte Szenen des Stücks entwickeln.
Romeo und Juliet sind jung und verliebt, doch in Italien prallen noch immer die katholische Lehre und die weltlichen Werte aufeinander, auch in Verona, wo sie leben. Zu all dem sind auch noch ihre Familien verfeindet.

## Produktion
Romeo & Juliet ist die erste Produktion des Royal National Theatre, die ausschließlich für den Bildschirm und nicht für die Bühne produziert wurde. Das Stück stand ursprünglich auf dem Spielplan des RNT für die Spielzeit 2020/2021, als das Theater wegen der Corona-Pandemie schließen musste. Daraufhin entwickelte Rufus Norris, der künstlerische Leiter des RNT, die Idee, aus dem Stück einen Film zu machen. Simon Godwin übernahm die Regie. Für Godwin, der zwar an diversen Filmproduktionen, die das RNT regelmäßig von exemplarischen Theaterproduktionen herausbringt, als Theaterregisseur beteiligt war, der vorher aber noch nie einen Film gedreht oder eine Filmkamera in die Hand genommen hatte, ist Romeo & Juliet der erste genuine Spielfilm überhaupt. Laut Godwin erfolgte der Dreh unter sehr schwierigen Bedingungen, die durch die amtlichen Vorgaben auf Grund der Corona-Epidemie entstanden.
Godwin ist einer der wichtigsten Regisseure des RNT, für das er eine Reihe von Shakespeare-Stücken inszeniert hat. Romeo und Julia, inszeniert 2001, war eines der Stücke, mit denen er seine Karriere als Regisseur gestartet hatte. Für den Film ließ er in Kooperation mit Emily Burns das Stück radikal auf eine Dauer von 95 Minuten zusammenstreichen, um sich auf den Kern der Geschichte zu konzentrieren. Burns, die mit einer reichen Erfahrung in der Bearbeitung Shakpeares für RNT-Inszenierungen aufwarten kann, hat in einem Interview ausgeführt hat, das Stück habe durch die Kürzung um die Hälfte an Energie und unglaublicher Komprimierung von Zeit gewonnen.
Josh O’Connor und Jessie Buckley spielen in den Titelrollen Romeo und Juliet. Fisayo Akinade spielt Mercutio, Shubham Saraf ist in der Rolle von Benvolio zu sehen. Tamsin Greig spielt Lady Capulet und David Judge Juliets hitzköpfigen Cousin Tybalt. Die Fechtszenen wurden von Kate Waters einstudiert.
Der Film wurde an 17 Tagen ohne Publikum im Lyttelton Theatre gedreht, eine der drei Bühnen des RNT. Dort nutzte man vorhandene Requisiten, Gänge und Nebenräume des Hauses, der eiserne Vorhang wurde zur Stadtmauer von Verona. Für die Darstellung von Außenaufnahmen musste Kameramann Tim Sidell erfinderisch werden.
Die Bühnenmusik komponierte Michael Bruce, der seit 2014 rund ein Dutzend Bühnenmusiken für Inszenierungen geschrieben hat, die vom RNT auch als Filme produziert worden sind. Das Soundtrack-Album soll am 6. August 2021 vom National Theatre als Download veröffentlicht werden.
Romeo & Juliet wurde ab 4. April 2021 erstmals bei Sky Arts in Großbritannien und ab dem 23. April 2021 bei PBS in den USA in der Reihe Great Performances ausgestrahlt.

## Rezeption
David Rooney von The Hollywood Reporter bemerkt vor allem Tim Sidells Kameraarbeit, der einerseits die Feindseligkeit zwischen diesen beiden verfeindeten Familien in Verona einfängt, andererseits die reinen Gefühle dieses Paares, das seine Liebe im Verborgenen lebt, wofür er auch mit ungewöhnlichen Nahaufnahmen aus eigentümlichen Winkeln arbeite, um gleichermaßen die gefährliche Intimität und die Sinnlichkeit ihrer Verbindung zu verdeutlichen. Diese jüngste Adaption sei vielleicht bescheidener als all die Vorgänger, wie Franco Zeffirellis Oscar-prämierter Film von 1968 oder Baz Luhrmanns extravagante Neuinterpretation von 1996 mit Leonardo DiCaprio und Claire Danes in den Hauptrollen, doch sei es leicht vorstellbar, dass Lehrer Simon Godwins Film im Unterricht zeigen, wenn sie ihren Schülern die auf das Wesentliche reduzierte Essenz des Stücks von William Shakespeare vermitteln wollen, mit all der Poesie, atemberaubender Romantik und der Trauer, die sich darin verbergen. Jessie Buckley bringe eine Intensität in die Rolle, die der von Josh O’Connor in seiner entspricht, so Rooney. Godwin nutze die verschiedenen Räume des Lyttelton Theatre mit großem Erfindungsreichtum, so wenn er den Sicherheitsvorhang des Theaters als Stadtmauer nutzt. Er habe auch mutige Entscheidungen getroffen, so wenn er die eigentliche Macht im Elternhaus von Juliet auf die Mutter Lady Capulet verlagert. Insgesamt wirke das 400 Jahre alte Drama so als eine lebendige, atmende, zeitlose Liebesgeschichte.